# Österdalälven
L'Österdalälven (letteralmente "fiume Österdal") è un fiume della Svezia, dalla cui confluenza con il Västerdalälven ha origine il fiume Dalälven.

## Descrizione

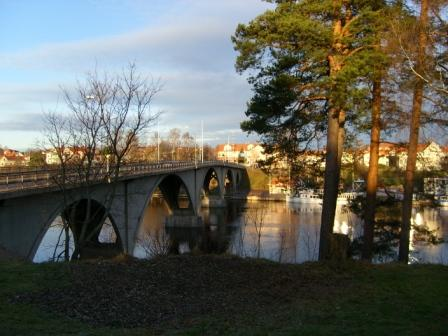
Il ponte Leksandsbron sull'Österdal.

Il fiume nasce dalla confluenza dei fiumi Storån, Grövlan e Sörälven nel comune di Idre, nei pressi del confine norvegese. Il corso superiore del fiume è costituito dal lungo lago Idresjön, dopo il quale scorre per 230 km in direzione sud-est fino ad incontrare il Västerdalälven a Djurås, nel comune di Gagnef.
Il lago Siljan si trova lungo il corso dell'Österdalälven nel comune di Leksand. La strada Riksväg 70 segue l'intero corso del fiume.
In svedese il nome del fiume significa letteralmente "fiume Dal orientale".